# Легг, Уильям, 4-й граф Дартмут
Уильям Легг, 4-й граф Дартмут (англ. William Legge, 4th Earl of Dartmouth; 29 ноября 1784 — 22 ноября 1853) — британский пэр. Он носил титул учтивости — виконт Льюишем с 1801 по 1810 год.

## Предыстория
Родился 29 ноября 1784 года. Старший сын Джорджа Легга, 3-го графа Дартмута (1755—1810), и леди Фрэнсис Финч (1761—1838), дочери Хенейджа Финча, 3-го графа Эйлсфорда.

## Карьера
Виконт Льюишем заседал в Палате общин Великобритании от Милборн-Порта (с января по ноябрь 1810 года) .
10 ноября 1810 года после смерти своего отца Уильям Легг унаследовал титулы 4-го графа Дартмута, 4-го виконта Льюишема (графство Кент) и 5-го барона Дартмута из Дартмута (графство Девон), став членом Палаты лордов.
Член Лондонского королевского общества 7 ноября 1822 года и Лондонского общества антиквариев.
Как и его отец до него, лорд Дартмут служил офицером Стаффордширской милиции и в 1812 году был назначен её командиром в чине полковника. На момент своей смерти он все еще был полковником полка.

## Семья
Лорд Дартмут был дважды женат. 5 апреля 1820 года он женился на леди Фрэнсис Шарлотте Четвинд-Толбот (1801 — 4 октября 1823), дочери Чарльза Четвинд-Толбота, 2-го графа Толбота, и Фрэнсис Томазин Ламбарт. У них было два сына:
- Джордж Легг (10 июня 1822 — 11 октября 1823)
- Уильям Уолтер Легг, 5-й граф Дартмут (12 августа 1823 — 4 августа 1891), второй сын и преемник отца.

25 октября 1828 года лорд Дартмут женился во второй раз на достопочтенной Фрэнсис Баррингтон (1802 — 12 августа 1849), дочери преподобного Джорджа Баррингтона, 5-го виконта Баррингтона, и Элизабет Адэр. У них было шесть сыновей и девять дочерей:
- Леди Фрэнсис Элизабет Легг (15 сентября 1829 — 13 марта 1922), в 1862 году она вышла замуж за Джорджа Мичелла (? — 1866).
- Леди Луиза Джейн Легг (6 ноября 1830 — 12 февраля 1910), незамужняя.
- Достопочтенный Джордж Баррингтон Легг (19 декабря 1831 — 9 декабря 1900), в 1860 году женился на Софии Леветт (1838—1895), от которой у него было три сына и три дочери.
- Леди Беатрикс Мария Легг (13 января 1833 — 11 апреля 1872), незамужняя.
- Достопочтенный Эдвард Генри Легг (23 апреля 1834 — 16 августа 1900), в 1873 году женился на Корделии Твисден Молсуорт (? — 1915), от которой у него было три сына и три дочери.
- Достопочтенный Артур Кэй Ховард Легг (24 марта 1835 — 8 июня 1861)
- Леди Кэтрин Легг (2 сентября 1837 — 1 июля 1914), в 1863 году она вышла замуж за майора Роберта Джеймсона Юстаса (1828—1889) и оставила детей.
- Леди Флоренс Легг (3 августа 1838 — 27 марта 1917), в 1858 году она вышла замуж за полковника Натаниэля Барнардистона (1832—1916) и оставила детей.
- Достопочтенный Огастес Легг (28 ноября 1839 — 15 марта 1913), епископ Личфилда (1891—1913), в 1877 году женился на Фанни Луизе Стопфорд Саквилл (? — 1911), от которой у него было два сына и две дочери.
- Леди Барбара Кэролайн Легг (январь 1841 — 5 января 1909), в 1875 году она вышла замуж за преподобного Хайша Уолкотта Йитмана-Биггса (? — 1922) и оставила детей.
- Достопочтенный Чарльз Гунтер Легг (9 мая 1842 — 15 ноября 1907), в 1868 году женился на Мэри Гарнье (1836—1896), от которой у него было пять сыновей и одна дочь.
- Леди Шарлотта Энн Джорджиана Легг (29 июля 1843 — 19 декабря 1908), незамужняя.
- Достопочтенный Хенейдж Легг (3 июля 1845 — 1 ноября 1911), не замужем
- Леди Гарриет Октавия Легг (1 марта 1847 — 22 апреля 1927), незамужняя.
- Леди Вильгельмина Легг (28 февраля 1849 — 31 декабря 1928), в 1874 году она вышла замуж за Джона Таунсенда Брука (? — 1899).

Лорд Дартмут оставался вдовцом до своей смерти в ноябре 1853 года в возрасте 68 лет. Ему наследовал графский титул его единственный ребенок от первого брака.